# Stará budova Městské knihovny v Ústí nad Labem
Stará budova Městské knihovny v Ústí nad Labem byla veřejná kulturní stavba v Ústí nad Labem vybudovaná v letech 1911 až 1912 podle projektu Josefa Zascheho, jakožto první původní budova knihovny ve městě. V dubnu 1945 byla těžce poškozena během leteckého bombardování města a roku 1947 její relikty definitivně odstraněny.

## Historie
První (německojazyčnou) veřejnou knihovnu ve městě zřídil zdejší živnostenský spolek v prostorách hotelu Zlatá loď roku 1880. Roku 1896 pak z iniciativy místní odnože Svazu Němců severozápadních Čech potom v přízemí obecné školy vznikla nová veřejná knihovna a čítárna pod vedením gymnaziálního profesora Ferdinanda Holznera. K výraznému rozvoji a rozšíření instituce následně došlo po roce 1901, kdy její vedení převzal, opět vyučující ústeckého gymnázia, profesor Josef Martin, který posléze začal prosazovat vizi samostatné knihovní budovy. Pro tento záměr se mu podařilo získat přízeň firmy Ed. J. Weinmann, obchodující s v okolí těženým hnědým uhlím, která se zavázala výstavbu knihovny plně zafinancovat. 

### Výstavba
Velkoryse pojatá stavba podle Martinova konceptu byla zpracována českoněmeckým architektem Josefem Zaschem. Její realizaci provedla přední ústecká stavební společnost Alwin Köhler & Co., cena se nakonec vyšplhala na přibližně půl milionu rakousko-uherských korun. Součástí knihovny byly také mj. přednáškový sál pro 600 sedících s nástěnnou freskou od malíře Karla Krattnera či výstavní síň ve druhém patře, osvětlená střešními okny. Autorem sochařské výzdoby byl Franz Metzner. Stavba byla do provozu slavnostně otevřena 6. října 1912 za přítomnosti řady osobností, včetně českého místrodržitele hraběte Františka Antonína z Thun-Hohensteinu. Po vzniku Československa v roce 1918 bylo roku 1920 rozhodnuto o přetření Krattnerovy malby v přednáškovém sále pro její příchylnost k zaniklému Rakousku-Uhersku. Roku 1929 bylo v knihovně umístěno přibližně 32 tisíc knih a dokumentů. 

### Zánik

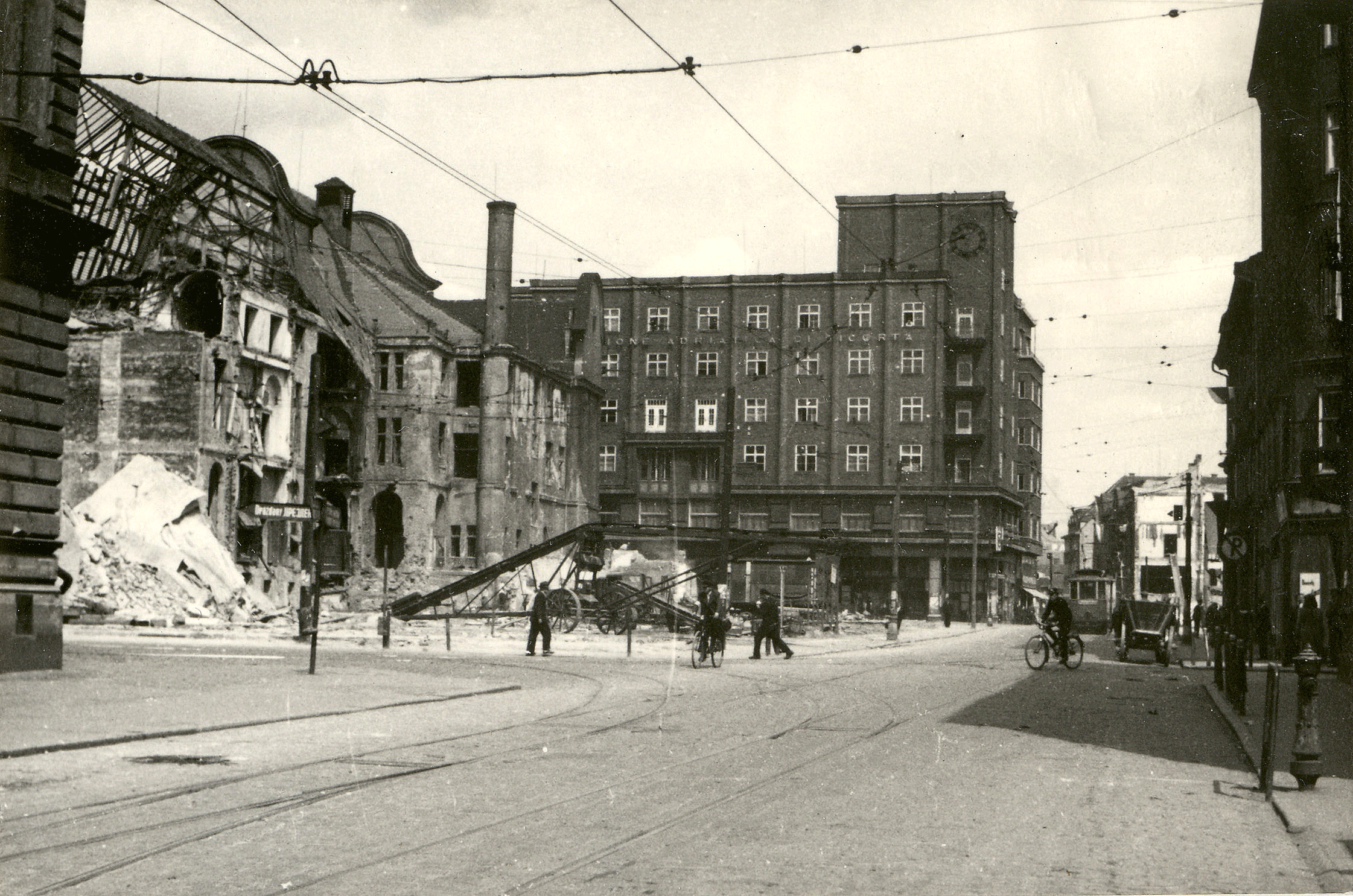
Zničená budova knihovny po náletech na město v dubnu 1945

V závěru druhé světové války byla ve dnech 17. a 19. dubna 1945 na Ústí nad Labem provedena série bombardovacích náletů spojeneckého letectva, v rámci kterých došlo, vedle zasažení strategických průmyslových a železničních cílů, také ke zničení řady staveb v centru města a úmrtí více než 500 lidí. Budova knihovny byla nálety těžce poškozena, vyhořela a část jejích obvodových zdí se zřítila. V atmosféře odsunu českých Němců po roce 1945 pryč z Československa nebylo v ještě nedávno většinově německém městě žádoucí budovu obnovit. Pozůstalé struktury byly roku 1947 zbořeny. Německojazyčný knižní fond následně prodán do rakouských a švýcarských antikvariátů.
Ve 2. polovině 20. století pak na pozemku vyrostla budova, která se následně stala sídlem policie.